# Iglesia de San Pedro (Rivas)
La Iglesia San Pedro de Rivas o simplemente Iglesia de Rivas es un templo católico de estilo barroco dedicado al apóstol san Pedro, ubicado en la ciudad de Rivas, perteneciente eclesiásticamente a la diócesis de Granada en Nicaragua.

## Historia
Se comenzó su construcción bajo la dirección del presbítero Esteban Díaz a inicios de 1657 a 1717 en ese entonces con una torre provisional con cuatro horcones de madera. Durante el terremoto de 1844 fue destruida en su totalidad. La siguiente etapa de reconstrucción se inició en 1855-1863. En el siglo XX, fue nuevamente restaurada por monseñor Celestino Vides debido a su deterioro. Este templo goza de gran popularidad turística entre la comunidad turista extranjera y nacional. El altar mayor es totalmente trabajado en plata y las imágenes fueron traídas de España. En su interior se guarda el único expositor de América proveniente de España. La cúpula tiene en la parte interna algunos frescos del pintor alemán Juan Fuchs Hall. Este pintor fue contratado por el dominico Fr. Domingo del Pilar Férnandez en 1950. En el año 2001, fue declarada parte del Patrimonio Histórico y Cultural de Nicaragua en conjunto con otros inmuebles del departamento. En 2005 se realizó la restauración de las pinturas del interior del templo.